# نتالي هورلر
ناتالي هورلر (بالألمانية: Natalie Horler)‏ هي المغنية الرئيسية لفرقة الرقص الأوروبية كاسكادا. ولدت ناتالي في الثالث والعشرين من شهر سبتمبر عام 1981 في مدينة بون الألمانية، وهي ذات أصول بريطانية.

## روابط خارجية
- نتالي هورلر على موقع IMDb (الإنجليزية)
- نتالي هورلر على موقع ميوزك برينز (الإنجليزية)
- نتالي هورلر على موقع أول ميوزيك (الإنجليزية)
- نتالي هورلر على موقع ديسكوغز (الإنجليزية)